# 驩州記
《驩州記》（越南语：／?），或称《天南列传阮景氏驩州記》，是越南的一部历史小说。书中描述了越南驩州阮景氏家族在扶黎灭莫斗争中的故事，是一部谱牒式著作。《驩州記》大约成书于十七世纪末到十八世纪初，采用汉文写成。

## 小说内容
《驩州記》描述了越南古代驩州的阮景家族的兴起及其在後黎朝时代参与“扶黎灭莫”（参见：南北朝 (越南)）的事迹和功绩。
小说基本上按照阮景氏家族的世系次序进行叙述，并以对家族及国家影响较大的人物为写作重点，如阮涇、阮景晖、阮景欢、阮景坚、阮景河等。小说将人物的生平活动与国家大事进行关联，扩大了小说的历史内涵。

## 关于作者
《驩州記》未注明作者姓名。根据小说的内容和作者对阮景家族的描述，一般认为其作者为越南乂安阮景家族的一员。但由于年代久远，作者的具体姓名无从查考。现在，越南国内有时将该书的作者模糊的称为“阮景氏”。
该小说後面的《跋》中，作者写到：
|  | ……愚于少時覽于朋几，所得《常國南征記》、《潘氏長篇》兩傳，僅數十張，紙蠹字漏，存者三分之一。迨丙子年冬，得于都梁所藏《驩州阮景記》，文拙字舛，抄寫失真，不能無憾。仍此，于閑日，憑取三藁兼綴為一…… |

该段文字是说作者在朋友家的几案上看到《常國南征記》、《潘氏長篇》，及后来看到的《驩州阮景記》，深有感触，而根据这些书本撰写了小说《驩州記》，以记录阮景氏祖先的业绩。标明作者是一位喜好读书又有家族观念的人。小说中表现出的忠孝观念，表明其深受传统道德影响。

## 成书年代
该小说的具体成书年代不详。根据小说的特征及内容，推测其可能成书于1696年以后不久，与《中兴实录》和《大越史记全书》发表年份接近。
《跋》中写到：
|  | ……右傳起自越胡朝丙戌歲，至本朝永治戊午年凡二百七十三年…… |

|  | ……唯因這着以寓古今傳迹，覽其脫漏而為國史之釋注也。若此傳與正史有異，如萊公尸臥象背，景河活捉乾王等事，不知真否如何，須待尋查別集，始得憑信。今他既著載傳成，豈容刊削，姑具存之。…… |

永治戊午年是西元1678年，屬黎熙宗時代，因此本書不可能在1678年之前完成。“本朝”指的是黎朝。根據前篇《跋》的引文，此處所提及的“丙子年”可能為1696年也可能為1756年。《跋》亦指出作者寫此書的用意：一是補寫“國史”中黎中興時代功臣們被遺漏或記載不詳的事跡，二是訂正一些“國史”中記載不正確的事件。《跋》中的“國史”指的是黎玄宗（1663年—1671年）及黎熙宗（1676年—1705年）時期編寫的《大越史記全書·本紀續篇》、胡氏揚等編寫的《中興實錄》。而《大越史記全書·本紀續篇》和《中興實錄》對阮姓功臣們的事跡皆鮮有提及。如果是這個原因促使作者撰寫《驩州記》的話，其成书年代应该接近于上述两部史书。《中興實錄》刊行于1676年，《本紀續篇》和《大越史记全书》的其他部分刊行于1697年，因此《驩州記》很可能成书于1696年（丙子年）以后不久，而1756年（丙子年）时，阮景家族对国史的不平已经淡化了。

## 版本

### 抄本
1679年之后不久写成的《驩州記》版本尚未找到。越南的汉喃研究院现存两本《驩州記》，一本书号为“VHC4199”，共165页，尺寸为23cm×14cm，半叶7行，每行平均20字，间有夹注，该抄本用毛笔写成，正楷与草书并用，书中有残缺页。另一本书号为“VHC4200”。

### 印本
1992年，由台湾学生书局印行、法国远东学院出版《越南漢文小說叢刊》第二輯《神話傳說類》（陈庆浩、王三庆主编）收錄了陈义校點的《驩州記》。

## 相关链接
- 越南汉文典籍
- 朝鲜汉文典籍
- 日本汉文典籍
- 琉球汉文典籍
- 皇黎一统志
- 皇越春秋
- 後陈逸史
- 越南開國志傳

## 脚注
1. ↑  Hoan Châu Ký - Sách Vinabook.com[永久]
2. ↑  “常国”即小说中越南莫朝名将阮倦，封常国公
3. ↑  “潘氏”即莱郡公潘公绩，其在扶黎灭莫中卫黎朝捐躯
4. ↑  陈庆浩、王三庆．《越南汉文小说丛刊·歷史小説類》之《驩州記》，法国远东学院出版，台湾学生书局印行（1987年），187—188页

## 外部連結
- http://www.vinabook.com/hoan-chau-ky-m11i9141.html （页面存档备份，存于）